# Санта Марија ди Нон (Падова)
Санта Марија ди Нон је насеље у Италији у округу Падова, региону Венето.
Према процени из 2011. у насељу је живело 2360 становника. Насеље се налази на надморској висини од 18 м.